# Cavalcanti
Cavalcanti és un barri de la Zona Nord del municipi de Rio de Janeiro. El seu IDH, l'any 2000, era de 0,807, el 83 millor del municipi.
Limita amb els barris de Vicente de Carvalho, Tomás Coelho, Piedade, Quintino Bocaiúva, Cascadura, Engenheiro Leal, Madureira i Vaz Lobo.

## Característiques
Disposa d'una estació de ferrocarril que forma part del ramal de Belford Roxo que pertany a la línia auxiliar. Queda entre les estacions de Mercadão de Madureira (antiga Magno) i estació de Tomás Coelho. És bressol de l'escola de Samba Em Cima da Hora i d'algunes celebritats com el periodista Sérgio Cabral, el ballarí i coreògraf Carlinhos de Jesus i l'entrenador de futbol Jair Pereira.
El dia 29 de juny commemora la festa del patró Sant Pere, que dura tota la setmana. També hi ha la Capela Nostra Senyora Aparecida (Primavera) i la Capela Nostra Senhora da Guia (Parque Silva Vale). És un barri essencialment residencial, no hi ha bancs i té bones escoles particulars i públiques.
Antigament va ser un barri industrial amb incomptables metal·lúrgies. Avui encara resten algunes metal·lúrgies, no obstant això amb un parc industrial reduït.